# Syncaris pacifica
Syncaris pacifica is een garnalensoort uit de familie van de Atyidae. De wetenschappelijke naam van de soort is voor het eerst geldig gepubliceerd in 1895 door Holmes.